# دار الصورة بمراكش
دار الصورة بمراكش أي دار الصورة هي متحف في المدينة القديمة في مراكش المغربية. افتتحت دار الصورة أبريل 2009 ورصيدها يتكون من صور من فترة 1870-1960.

## تاريخ
دار الصورة تقبع في فندق مرمم، وأنشأها باتريك مناش Patrick Manac’h وحامد ميرغني Hamid Mergani عام 2009 فضاء مختصا بعرض صور قديمة التقطت في المغرب.

## مجموعة
تتمتع دار الصورة بمجموعة صور قديمة عددها تفوق 4,500، من فترة ما بين 1870 و1950. تبرز أصول التصوير في المغرب، مع أعمال مصورين موجودين في المغرب قديما، مثل جورج واشنطن ولسون George Washington Wilson وكافيلا A. Cavilla ومرسلين فلاندرن Marcelin Flandrin.
تشمل المجموعة نواحي عجيبة للمغرب، فمثلا هناك صور للموقع الأثري وليلي (صور لهنري دي لا مرتينيار Henri de La Martinière) وهناك صور لمناظر طبيعية في المغرب (صور لبالين J. Belin) وهناك صور لمجامع عمرانية وقصائب ذات أهمية. تبرز صور لأشخاص من التنقاط رينيو H. Regnault وأدولف دي ماير Adolf de Meyer وروبيشز J. Robichez .
تشمل المجموعة نواحي ثقافية وتاريخية للمغرب كذلك، مثل الثقافة الأمازيغية.
تشمل المجموعة سلسلة كبيرة من لوحات من الزجاج (لوح فوتوغرافي) من إعداد مصورين مجهولين من المسافرين في رحلاتهم في المغرب.

## أنشطة
تقدم دار الصورة معارض مكرسة لمواضيع مختلفة تتغير كل 6 أشهر. هي كذلك مركز للبحث يوفر للمدرسين والطلبة معلومات عن تراث المغرب.

## روابط خارجية
- http://www.maisondelaphotographie.ma